# Rune B. Johansson
Rune Bernhard Johansson, född 12 februari 1915 i Växjö, Kronobergs län, död 18 mars 1982 i Ljungby, Kronobergs län, svenskt statsråd (socialdemokrat) och bagare. 

## Biografi
Rune B. Johansson var son till bagarmästaren Axel Johansson och Hulda Lundkvist. Han var själv verksam som bagare innan han blev politiker på heltid. 1942 valdes han in i stadsfullmäktige i Ljungby stad, och var där ordförande i drätselkammaren 1947. Johansson var riksdagsledamot i andra kammaren 1951–79, samt inrikesminister 1957–69 och industriminister 1971–76.
1960, då han var inrikesminister i regeringen Erlander III, fastställde Johansson ett gallringsbeslut rörande arkiven för interneringslägren i Sverige under andra världskriget.:11 Det går inte att säga med säkerhet vad de bortgallrade handlingarna hade kunnat tillföra forskningen, men exempel har lyfts som visar att dokument av den typen som gallrades kan innehålla viktig och potentiellt politiskt känslig information.:16

## Fotnoter

### Övriga källor
- När, Var, Hur 1972 till 1977.
- ANNO 1971 till 1976.
- Aktuellt 1971 till 1976.